# 王之藩
王之藩（?—?），广东琼山县永都人，清朝政治人物，同进士出身。
乾隆四十五年（1780年），登庚子科进士，授韶州府教授。